# Verblender

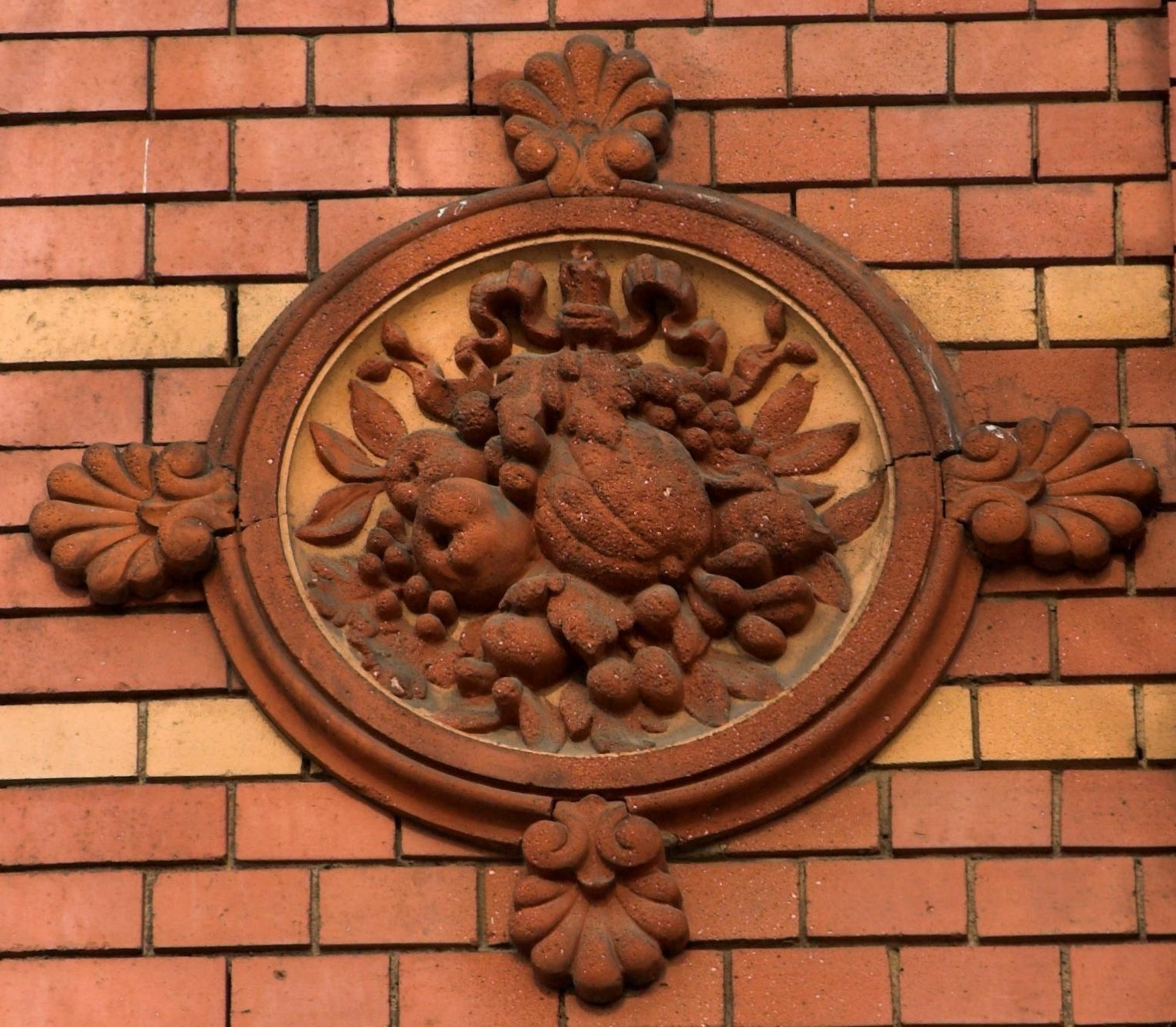
Klinker als Verblender mit Terrakotta-Verzierung an der Markthalle VII in Berlin

Verblender sind Mauerziegel, die für die Außenseite des einschaligen und die Vorsatzschale des zweischaligen Mauerwerks verwendet werden. Das Verblendmauerwerk (die Verblendschale) wird üblicherweise als Sichtmauerwerk ausgeführt. Der Verblender muss frostwiderstandsfähig sein. Die Einstufung als frostwiderstandsfähiger Stein erfolgt nach DIN EN 772-18 (Prüfung mit 25 bzw. 50 Frost-/Tauwechseln).
Die Bezeichnung  Verblender kann als Oberbegriff für frostwiderstandsfähige Steine (Verblender, Klinker, Riemchen und Vormauersteine) angesehen werden. Neben der Frostbeständigkeit erfüllen Verblender meist auch erhöhte Anforderungen an die Maßhaltigkeit, so dass sich das Mauerwerk mit schmalen Fugen verlegen lässt, wie es etwa bei Klinkerfassaden des Historismus bis etwa 1914 üblich war.

## Riemchen (Flachverblender)
Riemchen sind flache, frostbeständige keramische Platten zur Verkleidung von Fassaden. Traditionell sind sie etwa 10–20 mm dick, es sind jedoch auch 5–25 mm starke Riemchen erhältlich. Sie werden entweder speziell für diesen Anwendungsfall geformt und gebrannt oder im Ziegelwerk aus den massiven Klinkern oder Vormauersteinen der laufenden Produktion geschnitten und sollten den Mauerziegelnormen DIN 105 und DIN EN 771-1 entsprechend gefertigt werden. Alternativ können sie auch nach der DIN 14411 für keramische Spaltplatten gefertigt werden.
Neben den flachen Platten werden meist auch passende Winkelriemchen angeboten, die so an den Gebäudeecken angeordnet werden können, dass eine mit Riemchen verkleidete Fassade praktisch nicht von einer massiven Ziegelwand zu unterscheiden ist.

## Sparverblender
Sparverblender sind Klinker oder Vormauersteine, die mit rund 50 mm Tiefe nur etwa halb so breit sind wie übliche Mauersteine. Ähnlich wie die Riemchen können sie durch die Spaltung von regulären (Hochloch-)Ziegeln der Formate NF und DF (seltener auch 2 DF) entlang der Längsachse gefertigt werden.

## Verarbeitung
Die DIN 1833 VOB Teil C „Maurerarbeiten“ schreibt das nachträgliche Verfugen von „äußerem Verblend- und Sichtmauerwerk“ vor. Der noch frische Mauermörtel ist mindestens 15 mm tief auszukratzen, um eine ausreichende Verankerung des später aufgebrachten Fugenmörtels zu gewährleisten.
Gelegentlich wird das Mauerwerk nach dem Abbinden des Mauermörtels, aber vor dem endgültigen Verfugen noch durch Absäuern von Mörtelresten gereinigt. Bei der Verwendung von Salzsäure sollte der Volumenanteil höchstens 2 % betragen. Vor der Reinigung ist das Mauerwerk bis zur Sättigung vorzunässen. Nach der Reinigung soll mit reichlich Wasser von unten nach oben nachgespült werden, damit das Spülwasser nicht von oben über die unteren Bereiche rinnt, die inzwischen wieder abgetrocknet und somit aufnahmefähig für das säurehaltige Wasser sein können.
Der Fachverband Ziegelindustrie Oldenburg empfiehlt hingegen, auf alle diese Arbeitsschritte zu verzichten und stattdessen die Fugen gleich nach dem Vermauern glattzustreichen, um die Bildung von Ausblühungen auf der Ziegeloberfläche zu vermeiden. Saugfähige Ziegel sollen vor der Verarbeitung vorgenässt werden, um das vollständige Abbinden des Mörtels nicht durch Wasserentzug zu gefährden. Ansonsten solle das fertige Mauerwerk vor weiterer Durchfeuchtung geschützt werden, um die im Mörtel und in geringerem Maße teilweise auch in den Ziegelsteinen enthaltenen löslichen Salze nicht zu mobilisieren. Die Verwendung von Salzsäure könne sowohl zur Umwandlung der im Mörtel enthaltenen carbonatischen Bindemittel in Calciumchlorid und andere Salze, als auch selber zu Verfärbungen auf der Steinoberfläche führen. Sofern Ausblühungen vorkommen, so können diese teilweise durch Abbürsten entfernt werden. Eine starke Durchfeuchtung der Wand während der Bauphase könne noch drei Jahre nach Fertigstellung zu Ausblühungen führen.